# 谷

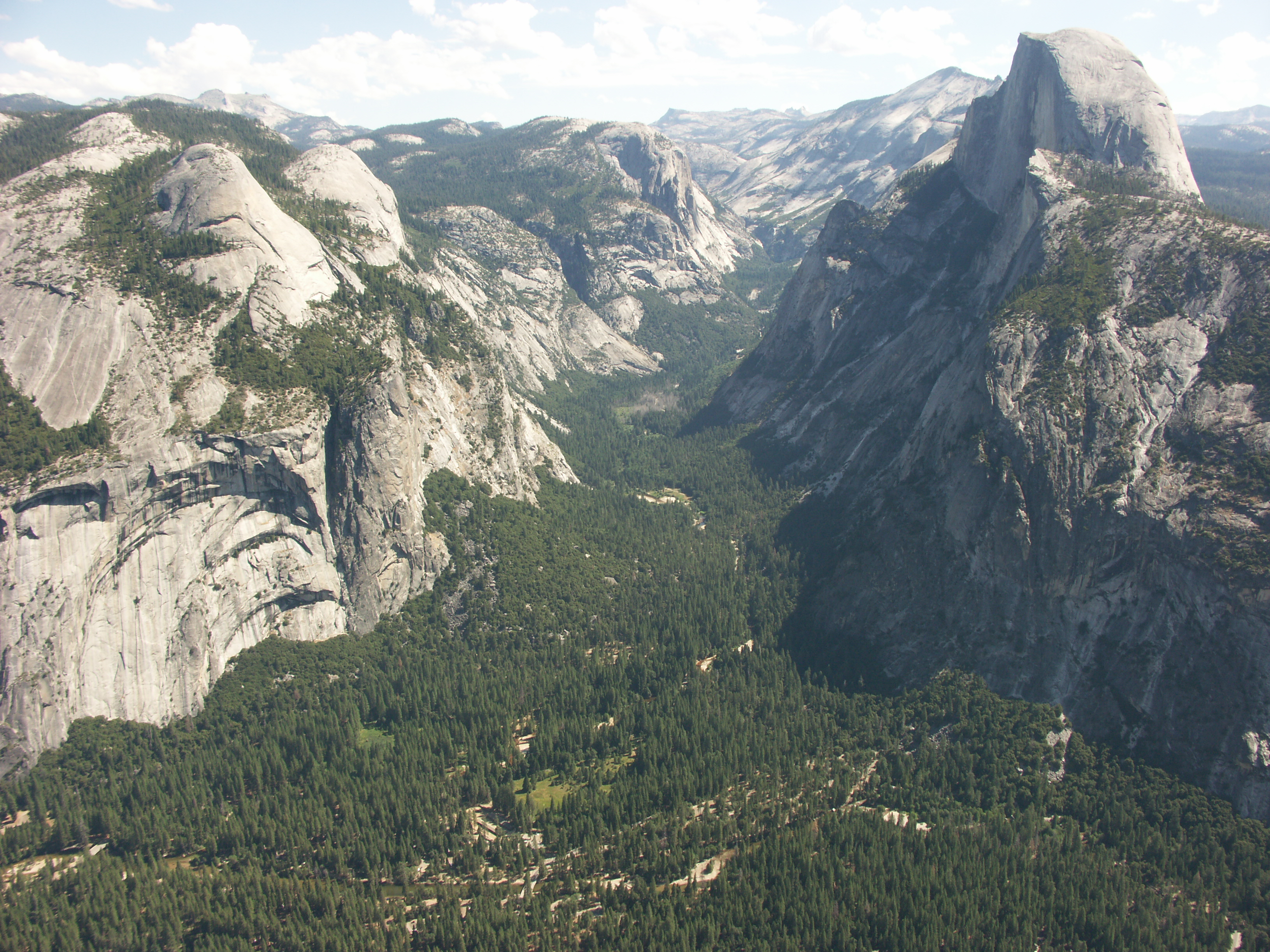
ヨセミテ国立公園のヨセミテバレー

谷（たに、英語: valley）とは、山や丘、尾根、山脈に挟まれた、周囲より標高の低い箇所が細長く溝状に伸びた地形。

## 谷の定義

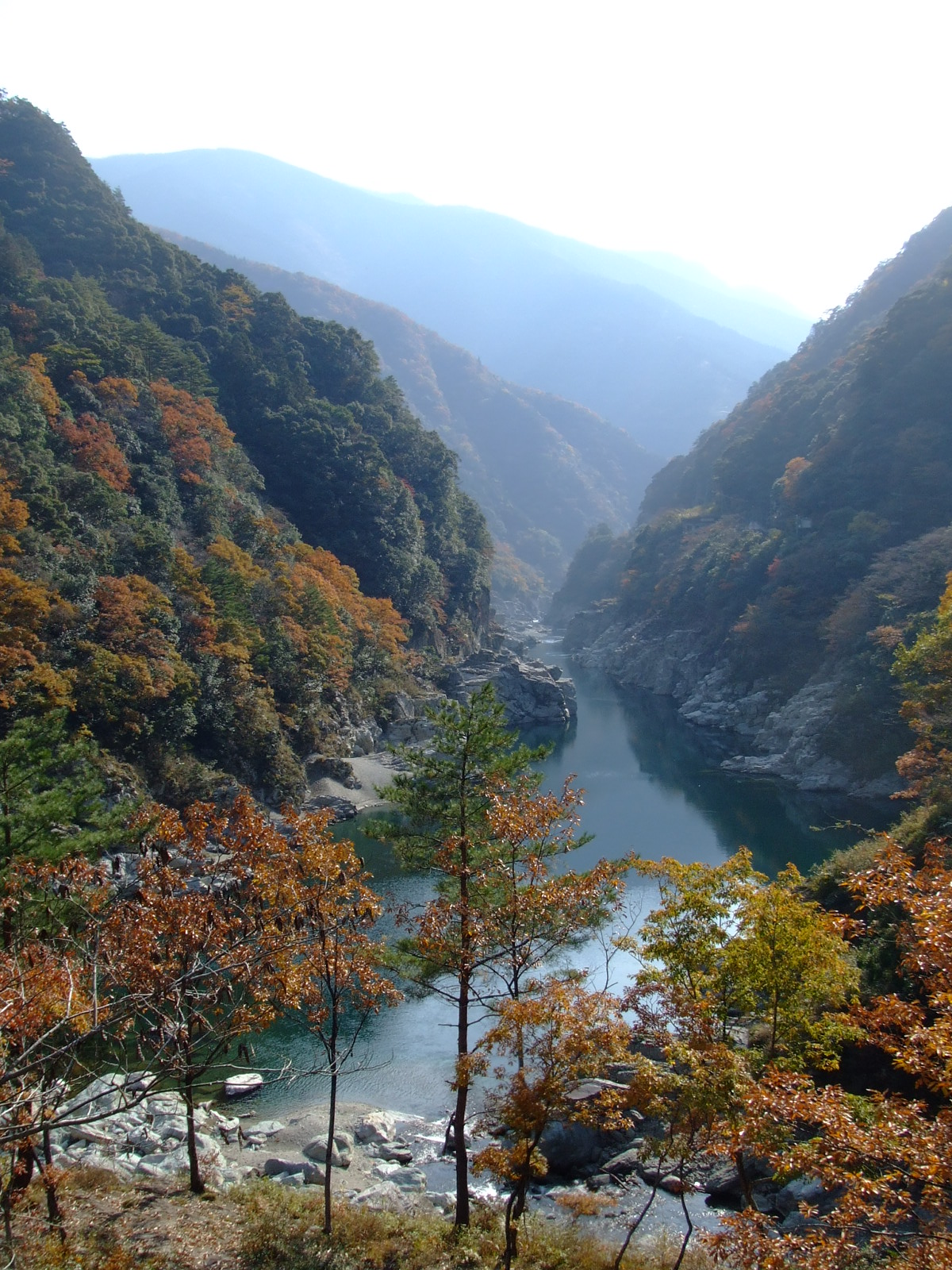
小歩危

谷は広義には周囲より標高が低くなっている地形であり、細長く溝状に伸びた低所の総称をいう。地図においては、尾根とは逆に等高線が凹状になって表れる。ただし、広義の谷は谷底が一方向に向かって低くなっている必要はない。
谷で一番多いのは河川侵食谷であり、谷は狭義には河川の浸食によりできた河谷（かこく）のことをいう。谷を流れる川のことを渓流といい、そのような谷は渓や谿とも表記され、渓谷（けいこく）ともいう。
日本の谷は一般的に低地の狭いV字谷だが、大陸には広大な低地を持つ谷が存在する。カリフォルニア州のセントラル・バレーの低地は東西100㎞、南北700㎞もあり、日本語の「谷」が持つ意味合いとはかけ離れている。
イギリスではデイル (dale) と呼ばれ、その数が多いヨークシャーデイルズ国立公園がある。

## 谷の分類

### 成因による分類

#### 侵食谷と初生谷
谷はその成因により侵食谷と初生谷に大別される。
侵食谷とは河川、波、風、流氷、氷河など主として流体の運動によって侵食された谷をいう。侵食谷は成因により河川侵食谷、氷食谷、溶食谷、風食谷、海食谷などに分類される。最も多いものが河川侵食谷（河谷）である。
初生谷とは侵食以外の成因によってできた谷である。初生谷も成因により変動成谷（リフト谷や断層谷など）、火山成谷（火山体間谷など）、集動成谷、堆積成谷などに分類される。

#### 構造谷・氷食谷・浸食谷
谷は構造谷、氷食谷、浸食谷に分類されることもある。
構造谷（Tectonic valley）
地殻面の割目や褶曲などの地質構造が初因となって形成された谷。断層谷、褶曲谷、分界谷に分けられる。
氷食谷
氷河時代の氷河が深い溝となり形成された谷。
浸食谷
主に流水の浸食作用によって形成された谷。

### 地層の走向との関係による分類
縦谷（じゅうこく、Longitudinal valley）
縦谷とは地層の走向に平行な谷をいう。
横谷（おうこく、Transvers valley）
横谷とは地層の走向にほぼ直角な谷をいう。特に山脈を貫通するものは貫通谷という。
斜谷（しゃこく、Oblique valley）
斜谷とは地層の走向に斜交する谷をいう。

### 地形の分類との関係
地形の分類のうち作用による分類との関係では、浸食地形にV字谷など、気候地形（主として気候作用による地形）にU字谷などがある。また、位置による分類では山麓地形あるいは河川地形とされる峡谷（渓谷）などがある。
左右両側の斜面勾配に著しい異なりを見せる谷は非対称谷という。
なお、谷だったエリアに泥など軟らかい土が堆積して平坦になった地形を「埋没谷」と呼ぶ。日本では、関東平野の一部である東京都区部東側などの例がある。強い地震時には液状化現象が起きやすい。
堆積物があっても、谷底平野などとして谷の形状が残っている地形については「埋積谷」参照。

## 地名
日本で「谷」「谷戸」「谷津」「谷地」と表し、「や」「やと」「やつ」「やち」などと読む地形および地名については谷戸を参照のこと。
また、東日本（新潟県・長野県・静岡県以東）では「○○沢」と呼ばれることが多いが、西日本（富山県・岐阜県・愛知県以西）では「○○谷」と呼ばれることが多い。つまり、「谷」と「沢」とは、同じ意味を表す方言どうしであった、という見方も可能である。例えば、谷川岳と丹沢山とは、ともに谷あるいは沢の多い山を指す山名である。特に中間の富山県では、谷は比較的規模が大きく深く、沢は比較的規模が小さく浅い意味で用いられる。

## 比喩としての「谷」
越えることが難しいことを谷にたとえて、「死の谷」「不気味の谷現象」といった表現が使われる。